# Großsteingrab Havrebjerggård
Das Großsteingrab Havrebjerggård war eine megalithische Grabanlage der jungsteinzeitlichen Nordgruppe der Trichterbecherkultur im Kirchspiel Asminderød in der dänischen Kommune Fredensborg. Es wurde im 19. Jahrhundert zerstört.

## Lage
Das Grab lag östlich von Fredensborg zwischen den Grundstücken Veksebovej 19 und 21. In der näheren Umgebung gab es zahlreiche weitere megalithische Grabanlagen.

## Forschungsgeschichte
Im Jahr 1884 führten Mitarbeiter des Dänischen Nationalmuseums eine Dokumentation der Fundstelle durch. Zu dieser Zeit waren keine baulichen Überreste mehr auszumachen. 2003 wurde eine fehlerhafte Verortung der Fundstelle auf Landkarten korrigiert. Gleichzeitig suchten Mitarbeiter des Folkemuseet die korrekte Fundstelle auf, konnten aber wiederum keine Reste des Grabes ausmachen.

## Beschreibung
Die Anlage besaß eine Hügelschüttung unbekannter Form und Größe. Über eine mögliche steinerne Umfassung ist nichts bekannt. Der Hügel enthielt eine Grabkammer, die aus mindestens zwei Wandsteinen und einem Deckstein bestand. Zu den Maßen und der Orientierung der Kammer liegen keine Angaben vor. Der genaue Typ lässt sich nicht sicher bestimmen.